# Zsemlyei János
Zsemlyei János (Nagykároly, 1936. február 15. – Kolozsvár, 2003. június 5.), nyelvész, kutató, egyetemi tanár, a nyelvtudományok doktora.

## Életútja
Középiskoláit szülővárosában, Nagykárolyban végezte el, majd 1958-ban Kolozsváron magyar nyelv- és irodalom szakos tanári oklevelet szerzett a Bolyai Tudományegyetemen. Még ebben az évben a Magyar Nyelvészeti Tanszék gyakornokának nevezték ki. 1960-tól már tanársegéd lett, 1970-től pedig adjunktus. 1976-ban, a BBTE-n védte meg doktori értekezését, A Kis-Szamos vidéki magyar tájszólás román kölcsönszavai címmel. 1981-től docens, 2000-től 2001-ig egyetemi tanár, 2001-ben nyugdíjba vonult. Főképp a leíró nyelvtan és a szövegtan voltak az egyetemi előadásainak a tárgyai.
Szabó T. Attila professzor felkérésére szerkesztő munkatársként a II. kötettől, 1978-tól bekapcsolódott az Erdélyi magyar szótörténeti tár munkálataiba is, és Vámszer Márta halála után, a XII. kötet előkészítésekor a főszerkesztője lett. A befejezés örömét viszont már nem érhette meg.

## Kutatásai
Kutatási területe többirányú, munkája a magyar nyelvészet szinte egész területére kiterjedt: a mai magyar nyelvre, a jelentéstanra, a szövegtanra, a szókincstanra, a nyelvek közti kapcsolatok vizsgálatára. Tudományos tevékenységének fő vonala a román–magyar nyelvi kölcsönhatás kutatása volt. Ezeken a területeken születtek jelentősebb tanulmányai is.
Zsemlyei János már fiatal tanárként elkezdte kutatási munkálatait. Gyűjtötte a Székely Nyelvatlasz anyagát, azután Kósa Ferenccel és Vöő Istvánnal az erdélyi magyar fazekasság terminológiáját, a Kis-Szamos völgyében pedig már egyedül szedte össze doktori dolgozatának adatait. Ezeket később feldolgozta és önállóan is megjelentette, majd hozzáadta őket egy nagyobb munkálathoz, amelyen Márton Gyula, Péntek János, és Vöő István dolgoztak, a Márton Gyula sajnos meg nem valósult nagy szótári tervéhez. Ezekben a munkálatokban Péntek Jánossal alkalmi kutatócsoportként gyűjtötték a tájszólásokat.

## Munkái
- A mai magyar nyelv szókészlete és szótárai,[2] Erdélyi Tankönyvvtanács, Kolozsvár., 2002.
- A fazekasmesterség szakszókincséről: „agyagot ver", NyIrK., 1964/2.
- A Kis-Szamos vidéki magyar tájszólás román kölcsönszavai, Kriterion, Bukarest, 1979.
- A Kis-Szamos vidéki magyar tájszólás román kölcsönszavainak mezőösszefüggéséről, In: Magyar – román filológiai tanulmányok, Bp., 1984.
- A magyar nyelv feudalizmuskori román kölcsönszavai" c. szótörténeti monográfia szerkesztése, NyIrK., 1966/1.
- A magyar nyelv román igei kölcsönszavainak alaktani beilleszkedéséről, In: Összevető nyelvvizsgálatok, Bp., 1972.
- A nyelvművelő György Lajos, Keresztény Szó, 1991/2.
- A románság vallására vonatkozó román eredetű szókincs az erdélyi régiségben, h.n., é.n.
- A sovány és kövér agyag elnevezéseihez, Kolozsvár, 1962.
- A sovány és kövér agyag elnevezéseihez, Studia Universitas Babeş-Bolyai, 1962.
- A szabadság szó ’nagyvásár’ jelentésének földrajzi elterjedtségéről, h.n., é.n.
- Adalékok a Kis-Szamos vidéki magyar tájszólás azonos alakú román kölcsönszavai, NyIrK., 1979/2.
- Adalékok az erdélyi régiségbeli mondatátszövődés jelenségéhez, Magyar Nyelv, 1988/1.
- Az Erdélyi Múzeum nyelvművelése (1930 - 1940), In: Anyanyelvünk művelése. Bukarest, 1975.
- Az ifjú és szócsaládja az erdélyi régiségben, NyIrK., 1983/2.
- Doktori értekezése: A Kis-Szamos vidéki magyar tájszólás román kölcsönszavai, Bukarest, 1979.
- Gomolya, karika, rög, Kolozsvár, 1969.
- Leíró magyar szójelentéstani gyakorlatok, Kolozsvár., 1979.
- Mai magyar nyelv. Jelentéstan, Kolozsvár, 1984.
- Nyelvművelés a kolozsvári Keleti Újságban a két világháború között, In: Első magyar alkalmazott nyelvészeti konferencia, Nyíregyháza, 1991.
- Palatalizált mássalhangzó a Kisszamos-vidéki magyar tájszólás román kölcsönszavaiban, Akadémiai, Kolozsvár, 1968.
- Román kölcsönszavaink -új szóvégének kérdéséhez, Akadémiai, Kolozsvár, 1969.
- Román közvetítésű nemzetközi szavak a romániai magyarság nyelvhasználatában, NyIrK., 1993/1-2.
- Román tükörszavak, kifejezések a romániai magyarság nyelvhasználatában, In: Kétnyelvűség és magyar nyelvhasználat, Bp., 1995.
- Román tükörszavak, tükörkifejezések és hibridszavak a romániai magyarság nyelvhasználatában, h.n., é.n.
- Szövegszintaktikai kérdések, h.n., é.n.